# Грейферный механизм

Двухкривошипный грейферный механизм киносъёмочного аппарата «Конвас-автомат»

Гре́йферный механи́зм, гре́йфер (от нем. greifen — хватать) — разновидность скачкового механизма в лентопротяжных механизмах киноаппаратуры, служащий для прерывистого перемещения киноплёнки на шаг кадра. По сравнению с другими типами скачковых механизмов (петлевой, мальтийский, пальцевый) грейферный механизм обеспечивает наиболее высокую точность перемещения киноплёнки при наименьших массе и шумности, и поэтому получил наибольшее распространение в киносъёмочной аппаратуре.

## Принцип действия
Грейфер впервые использован в 1895 году братьями Люмьер в аппарате «Синематограф». Принцип действия механизма позаимствован у швейных машин, считавшихся в те годы синонимом технических инноваций. Грейферный механизм перемещает киноплёнку при помощи одного или нескольких зубьев, входящих в перфорацию. Несколько зубьев, расположенных друг за другом вдоль одного ряда перфораций, образуют грейферную гребёнку, а зубья, входящие в противоположные ряды перфорации, образуют грейферную вилку.
Принцип работы основан на преобразовании вращательного движения приводного вала в движение зуба по замкнутой плоской траектории, обеспечивающее четыре основных фазы рабочего цикла: вход зуба в перфорацию, перемещение киноплёнки на шаг кадра, выход зуба из перфорации и возврат в начало цикла. Работа грейфера синхронизируется с работой обтюратора таким образом, чтобы после открытия обтюратора киноплёнка оставалась неподвижной до его полного закрытия. Обычно оба механизма имеют общий привод.

## Рабочий угол
Рабочим углом грейфера называется угол поворота ведущего вала механизма, за который происходит перемещение киноплёнки на шаг кадра. Отношение рабочего угла к углу полного рабочего цикла грейфера (как правило, 360°) соответствует КПД грейфера. Чем меньше рабочий угол грейфера, тем дольше киноплёнка остается неподвижной и тем дольше обтюратор может быть открыт. Для уменьшения рабочего угла в некоторых типах киноаппаратуры применяются грейферные механизмы с ускорителем, основанные на переменной угловой скорости ведущего вала, увеличиваемой кулисным механизмом во время рабочего хода. Однако использование таких грейферов приводит к повышенным ускорениям и нагрузкам на перфорацию, приводящими к её быстрому износу, поэтому ускорители применяются только в специальной аппаратуре, например, для кинорегистрации видео. В некоторых типах кинопроекторов применение грейфера с ускорителем позволяет вообще отказаться от обтюратора, повысив световую эффективность и яркость изображения на экране.

## Основные требования

Первый грейферный механизм, использованный братьями Люмьер. В качестве ведущего звена применён кулачок, выполненный в форме треугольника Рёло

- Грейферный механизм должен обеспечивать высокую точность позиционирования киноплёнки. Неточность его работы в киносъёмочной, кинокопировальной и проекционной аппаратуре приводит к неустойчивости изображения на экране по вертикали[6]. Это выглядит как качание изображения. Неточность перемещения не должна превышать для кинокамер 0,005—0,01 мм, для кинокопировальных аппаратов — 0,015 мм, для кинопроекторов — 0,03 мм, для телекинопроекторов — 0,02 мм[10]. Кроме того, от грейферного механизма конструкции и точности изготовления фильмового канала, зависит устойчивость изображения по горизонтали.
- В современной киносъёмочной аппаратуре, предназначенной для синхронных съёмок звуковых фильмов, одно из важнейших требований к грейферу — сниженный уровень акустического шума, поскольку грейферный механизм является его основным источником. Поэтому в синхронной киносъёмочной аппаратуре используют малошумные грейферные механизмы. Шумность грейферного механизма, критичная для синхронных киносъёмок, зависит от количества кинематических пар. Поскольку малошумные механизмы с малым количеством пар обеспечивают траекторию движение зуба грейфера по сложной кривой, такие грейферы, как правило, сочетаются со сложной криволинейной формой фильмового канала.
- Грейферный механизм должен иметь высокий коэффициент полезного действия — отношение времени неподвижного состояния плёнки в фильмовом канале к одному периоду полного рабочего цикла механизма. Эта характеристика определяется рабочим углом грейфера. Увеличение времени покоя позволяет повысить коэффициент обтюрации, то есть увеличить угол раскрытия обтюратора, и время экспозиции (проекции), чтобы повысить средний световой поток. Это особенно важно в кинопроекционных аппаратах, когда применяется дополнительная холостая лопасть обтюратора. Однако, высокий КПД достижим только при значительном уменьшении времени перемещения киноплёнки, что неизбежно связано с высокими механическими ускорениями и повышенной нагрузкой на перфорацию. Поэтому при проектировании грейферных механизмов компромиссно выбирается такой рабочий угол, при котором нагрузка на перфорацию киноплёнки не приводит к риску её повреждения, а время неподвижного положения не меньше половины всего цикла. Большинство современных киносъёмочных аппаратов обладает коэффициентом обтюрации примерно 0,5, что соответствует половине полного цикла грейфера. В кинопроекционной аппаратуре в качестве скачкового механизма чаще всего применяется менее точный мальтийский механизм, обладающий более высоким КПД, но создающий меньшую нагрузку на фильмокопию. В большинстве узкоплёночных кинопроекторов применяется грейфер.
- Во время экспозиции или проекции (при открытом обтюраторе) киноплёнка должна оставаться неподвижной, что требует её очень быстрого торможения после перемещения. Для обеспечения минимальных усилий при транспортировке киноплёнки и её быстрой остановки, в некоторых конструкциях используется временный прижим киноплёнки в фильмовом канале на период покоя. Однако наиболее эффективным устройством для обеспечения неподвижности киноплёнки при открытом обтюраторе является контргрейфер.

## Контргрейфер
Контргре́йфер — дополнительный механизм киноаппаратуры, представляющий собой один или несколько зубьев, фиксирующих киноплёнку в неподвижном положении во время всего периода экспозиции. Применяется в основном, в киносъёмочной и кинокопировальной аппаратуре, особенно прецизионной и специальной. Контргрейфер может быть двух типов: с подвижными и неподвижными зубьями. В киносъёмочной аппаратуре получили наибольшее распространение подвижные зубья контргрейфера. При входе зуба грейфера в перфорацию для перемещения следующего кадра такой контргрейфер выводится из киноплёнки, освобождая её в фильмовом канале. Контргрейфер с неподвижными зубьями обеспечивает более высокую точность перемещения киноплёнки, поскольку его положение не зависит от повторяемости движения механизма. Однако такой контргрейфер более сложен, поскольку подразумевает подвижный (пульсирующий) фильмовый канал.
В наиболее совершенных аппаратах контргрейфер имеет двухстороннюю конструкцию, и оснащен зубьями, входящими в оба ряда перфорации. При этом зубья с одной стороны полностью заполняют перфорацию, а с другой стороны заполняют перфорацию только по высоте для компенсации возможной усадки киноплёнки по ширине. 
Привод контргрейфера, как правило, осуществляется от ведущего элемента грейфера, делая контргрейфер частью грейферного механизма. В киносъёмочных аппаратах, предназначенных для комбинированных съёмок, наличие контргрейфера обязательно. Впервые использован в камере «Bell & Howell 2709» с пульсирующим фильмовым каналом в 1912 году. В кинопроекторах контргрейфер применяется только в системе IMAX, из-за повышенных требований к устойчивости изображения на экране и использования транспортировки плёнки при помощи механизма «катящаяся петля». Такой контргрейфер представляет собой четыре неподвижных зуба, входящих в перфорации, расположенные близко к углам кадра.

## Классификация

Кулачковый грейферный механизм кинопроектора «Луч-2». В качестве кулачка применена эксцентриковая деталь, выполненная в форме треугольника Рёло.

Грейферные механизмы классифицируются по нескольким признакам: структуре, характеру замыкания кинематической пары с ведущим звеном, устройству ввода зуба в перфорацию и назначению. По структуре грейферы разделяются на две группы: кулачковые и шарнирно-рычажные. В простейших любительских киносъёмочных аппаратах встречаются оригинальные упрощённые конструкции грейфера, аналогичные храповому механизму. Существуют однозубые и многозубые грейферы. От количества зубьев грейфера зависит нагрузка на перфорацию киноплёнки, поэтому многозубые грейферы применяются, в основном, в кинопроекционной аппаратуре, которая должна обеспечивать низкий износ фильмокопий.
В киносъёмочной аппаратуре общего назначения многозубые грейферы не получили широкого распространения вследствие технологической сложности изготовления с необходимой точностью. Грейферная гребёнка характерна для кинокамер, предназначенных для ускоренной киносъёмки, поскольку снижает нагрузку на перфорацию, возрастающую пропорционально кадровой частоте.
Киносъёмочные аппараты для скоростной киносъёмки не оснащаются грейферным или другими скачковыми механизмами, поскольку рассчитаны на непрерывное перемещение киноплёнки. В аппаратуре этого типа используется оптическая компенсация многогранными призмой или зеркальным барабаном, а также кратковременное экспонирование обтюратором с узкой щелью. Киносъёмочная аппаратура для высокоскоростной киносъёмки с частотой выше 10 000 кадров в секунду предусматривает укладку киноплёнки во вращающийся или неподвижный барабан и оптическую или механическую коммутацию изображения. Грейферный механизм в таких камерах также отсутствует.
Грейферы бывают односторонними и двухсторонними. Двухсторонние грейферы имеют зубья, входящие в оба ряда перфорации. Прецизионные грейферные механизмы обеспечивают наивысшую точность перемещения киноплёнки и применяются в специальных киносъёмочных аппаратах для комбинированных съёмок, рассчитанных на многократные экспозиции. Некоторые из таких грейферов сконструированы по оригинальным схемам, в том числе с использованием пульсирующего фильмового канала.